# Töttös
Töttös è un comune dell'Ungheria di 578 abitanti (dati 2008) situato nella contea di Baranya, regione Transdanubio Meridionale